# Ахмадеев, Ринас Ришатович
Рина́с Риша́тович Ахмаде́ев (род. 25 мая 1989, Бавлы, Татарская АССР) — российский легкоатлет, бегун на средние, длинные, марафонские дистанции и по пересеченной местности. МСМК.

## Карьера
Студент 6 курса юридического факультета Казанского Федерального университета.
16 ноября 2010 года присвоено спортивное звание мастера спорта.
Чемпион России 2013 года на дистанции 5000 метров. До этого победил на чемпионате России в помещениях.
На чемпионате мира 2013 года установил личный рекорд 13.58,38. Это позволило занять 27 место.

### Сезон 2014
Чемпион России в помещении на дистанции 3000 м. Там же на дистанции 5000 м был седьмым. Занял 5 место с личным рекордом 28.32,01 на дистанции 10 000 м на летнем кубке России в Ерино. Через две недели занимает 4 место в беге на 5000 м на чемпионате России в Казани с результатом 13.50,76.

### Сезон 2015
- 28 мая — второе место на командном чемпионате России в беге на 5000 м, 13.35,75 (личный рекорд)
- 20 сентября — первое место на дистанции 10 000 м Московского марафона-2015, показав при этом результат 29.23
- 4 октября — первое место на дистанции полумарафона (21 км) на I Ереванском полумарафоне (Yerevan Half Marathon, Armenia) с результатом 1:09.57,31.

### Сезон 2016
25 сентября — первое место на дистанции 10 км Московского марафона-2016, показав при этом результат 29.07.

### Сезон 2018
11 августа — 7 место на чемпионате Европы на дистанции 5000 м с личным рекордом 13.24,43.

### Сезон 2022
В 2022 году победил на Бакинском марафоне с результатом 1:03.11, установив рекорд пробега на дистанции полумарафона.

## Результаты

### Соревнования
| Год  | Пробег                   | Дистанция | Дата        | Результат | Место |
| ---- | ------------------------ | --------- | ----------- | --------- | ----- |
| 2024 | Пушкин — Санкт-Петербург | 30 км     | 15 сентября | 1:31.05   | I     |